# Acqua pesante
L'acqua pesante è acqua contenente una percentuale significativa dell'isotopo dell'idrogeno deuterio rispetto alla normale acqua, contenente in gran parte prozio. La sua formula bruta è la stessa dell'acqua: H2O.
Il deuterio (D o 2H) si trova naturalmente nella molecola dell'acqua in quantità di circa 156 parti per milione (da notare che data la differenza di peso specifico le molecole di acqua contenenti deuterio tendono a concentrarsi sui fondali degli oceani); può essere presente come ossido di deuterio (D2O o 2H2O) o come ossido di deuterio e prozio (HDO o 1H2HO).
L'acqua pesante, prodotta artificialmente, è altamente arricchita, fino al 100%, in deuterio, che altera l'energia del legame idrogeno-ossigeno  modificando le caratteristiche fisiche, chimiche e soprattutto biologiche. L'acqua pesante pura non è radioattiva ed è più densa della normale acqua di circa l'11%.

## Storia
L'acqua pesante fu isolata per la prima volta dall'acqua normale nel 1933 da Gilbert Lewis tramite elettrolisi. George de Hevesy ed Erich Hoffer utilizzarono nel 1934 l'acqua pesante in uno dei primi esperimenti come tracciante biologico per stimare la velocità del ricambio idrico nel corpo umano.
Con la scoperta della fissione nucleare alla fine del 1938, e la necessità di un moderatore che catturasse pochi neutroni, l'acqua pesante diventò un componente importante dei primi programmi di energia nucleare durante la seconda guerra mondiale (1939-1945). La Germania nazista non riuscì a costruire un reattore nucleare funzionante durante la guerra anche a causa della scarsa disponibilità di acqua pesante, di cui, nell'ambito del Raid del Telemark, un grosso carico fu distrutto da quattro paracadutisti britannici che fecero esplodere il battello che lo trasportava. L'acqua pesante è un componente essenziale nella progettazione di alcuni reattori nucleari, sia per la produzione di energia elettrica che per la produzione di isotopi nucleari, come il plutonio-239. La maggior parte dei reattori nucleari attuali funzionanti con uranio arricchito fanno uso di normale acqua per la moderazione dei neutroni.

## Raffronto tra acqua pesante e acqua leggera
| Proprietà                            | D2O (acqua pesante)        | H2O (acqua leggera) |
| ------------------------------------ | -------------------------- | ------------------- |
| Punto di fusione (°C)                | 3,82                       | 0,0                 |
| Punto di ebollizione (°C)            | 101,4                      | 100,0               |
| Densità (20 °C, g/mL)                | 1,1056                     | 0,9982              |
| Temperatura di massima densità (°C)  | 11,6                       | 4,0                 |
| Punto triplo (°C, Pa)                | 3,82 - 659,3               | 0,01 - 611,73       |
| Punto critico (°C, kPa)              | 370,7 - 21671              | 374,0 - 22064       |
| Tensione di vapore (20 °C, Pa)       | 2186,48                    | 2338,54             |
| Indice di rifrazione (20 °C)         | 1,328                      | 1,333               |
| Viscosità (20 °C, mPa·s)             | 1,25                       | 1,005               |
| Tensione superficiale (25 °C, μJ)    | 7,193                      | 7,197               |
| Entalpia di fusione (cal/mole)       | 1,515                      | 1,436               |
| Entalpia di vaporizzazione (cal/mol) | 10,864                     | 10,515              |
| pH (25 °C)                           | 7,41 (definito anche "pD") | 7,00                |

## Produzione

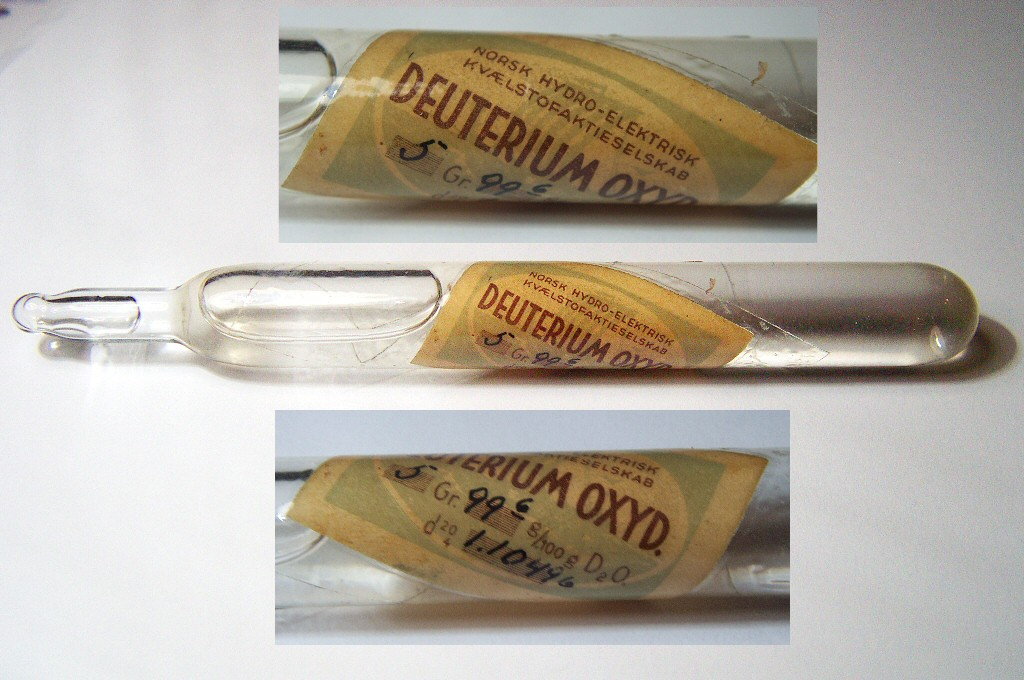
Un campione di acqua pesante contenuta in un'ampolla

L'acqua pesante si ottiene in genere separando dall'acqua demineralizzata le molecole contenenti deuterio per distillazione, grazie alla differenza della temperatura di ebollizione rispetto alle molecole formate da prozio; poiché tale differenza è molto piccola, il processo risulta piuttosto lungo e richiede colonne di distillazione molto alte (cioè con molti "piatti equivalenti") e rapporto di riflusso elevato. Un altro metodo molto comune, e particolarmente conveniente ove si disponga di energia elettrica a costi più contenuti, sfrutta l'elettrolisi. Altri metodi utilizzano vari processi di scambio chimico, come il processo del solfuro di Girdler sviluppato dagli Stati Uniti durante gli anni quaranta e successivamente applicato su scala industriale.

## Applicazioni

### Moderatore di neutroni
L'acqua pesante ha un ruolo importante nella tecnologia delle centrali nucleari a fissione, specificamente nei reattori PHWR (molto diffusa la filiera CANDU), in quanto, sebbene abbia una sola capacità moderante (cioè di rallentare e rendere "termici" i neutroni veloci emessi al momento della fissione) minore rispetto all'acqua leggera (l'acqua normale che beviamo o su cui navighiamo), cattura meno neutroni rispetto a quest'ultima poiché il deuterio è un pessimo assorbitore neutronico rispetto all'idrogeno. I neutroni "termici" sono chiamati così perché la loro energia cinetica è confrontabile con quella relativa all'agitazione termica dei nuclei in un materiale in temperatura. La regolazione della loro energia a questo livello, da parte di un mezzo detto moderatore, aumenta la probabilità che un neutrone sia catturato da un nucleo determinandone la fissione, per tale ragione questa sostanza moderante è presente nei reattori nucleari termici. In altri tipi di reattori nucleari invece dell'acqua pesante si utilizza la grafite o l'acqua leggera per moderare la velocità dei neutroni. Esistono anche reattori (ormai in disuso, come il francese Superphénix presso Grenoble) che usano i neutroni veloci, e quindi fanno a meno dell'acqua pesante e di altri mezzi moderanti.
La minore velocità dei neutroni è necessaria per aumentare la cosiddetta sezione d'urto del nucleo bersaglio, che rappresenta la probabilità che un neutrone urti un nucleo di uranio e quindi possa originare la fissione dello stesso. Per capire meglio questo concetto si può provare ad usare l'analogia dei proiettili sparati da un mitragliatore montato su un aereo ad elica: più sono veloci i proiettili e minore è la probabilità che urtino l'elica; mentre se sono lenti, nel tempo che transitano nella traiettoria dell'elica questa può colpirli (innescando un urto/fissione).

### Risonanza magnetica nucleare
L'ossido di deuterio è utilizzato nella risonanza magnetica nucleare quando il solvente interessato è l'acqua ed il nuclide interessato è l'idrogeno (1HNMR). Ciò avviene in quanto il segnale dell'acqua normale interferirebbe con il segnale della molecola in esame. Il deuterio ha, infatti, un momento magnetico diverso da quello dell'idrogeno e non contribuisce al segnale complessivo della RMN alla frequenza di risonanza dell'idrogeno.

### Chimica organica
L'ossido di deuterio viene spesso usato come sorgente di deuterio per la preparazione di isotopi specificamente "marcati" (labelled) in posizioni che nei composti organici sono occupate da qualche atomo di idrogeno. Ad esempio, i legami C-H adiacenti al gruppo chetonico possono essere sostituiti da legami C-D, usando la catalisi acida oppure quella basica. Lo ioduro di trimetilsolfossonio, costituito da dimetilsolfossido e da ioduro di metile può essere ricristallizzato dall'ossido di deuterio, e poi dissociato per rigenerare ioduro di metile e dimetilsolfossido, entrambi marcati con il deuterio. Nei casi dove è necessaria la specifica "doppia marcatura" (double labelling) con deuterio e trizio, il ricercatore deve essere consapevole che l'ossido di deuterio, dipendendo dall'età e dall'origine, può contenere piccole quantità di trizio (radioattivo, con emivita di 12 anni).

### Spettroscopia in trasformata di Fourier
L'ossido di deuterio è spesso utilizzato in sostituzione dell'acqua nella raccolta di spettri FTIR di proteine in soluzione. La banda derivante da D2O risulta spostata dalla regione ammide I.

### Rilevatore di neutrini
Il Sudbury Neutrino Observatory (SNO), nella città di Sudbury, in Ontario, usa migliaia di tonnellate di acqua pesante della società canadese AECL. Il rilevatore di neutrini sorge in una miniera alla profondità di più di due chilometri, al fine di permettere alla roccia di filtrare i muoni prodotti dai raggi cosmici. Il SNO è stato costruito per capire se i neutrini elettronici (l'unico tipo di neutrini che, secondo la teoria, dovrebbe essere prodotto direttamente dalla fusione termonucleare del Sole) possano, durante il loro percorso verso la Terra, mutare in altri tipi di neutrini. Il SNO rivela la radiazione Čerenkov nell'acqua derivante da elettroni a elevata energia prodotti da neutrini elettronici quando sottoposti a reazioni con neutroni in deuterio, convertendoli in protoni ed elettroni (solamente gli elettroni si muovono abbastanza velocemente da essere rilevati in tal modo). Il SNO rileva anche la stessa radiazione derivante da eventi di scattering neutrone/elettrone, che produce nuovamente elettroni a elevata energia. Queste due reazioni sono prodotte solamente da neutrini elettronici.
L'utilizzo del deuterio è cruciale per la funzione del SNO, dato che i tre tipi di neutrini possono essere rilevati in un terzo tipo di reazione, la disintegrazione del neutrino, in cui un neutrino di qualsiasi tipo (elettronico, muonico, o tauonico) dà scattering con un nucleo di deuterio (deuterone), trasferendo abbastanza energia per rompere il deuterone debolmente legato in un neutrone e un protone libero. Questo evento viene rilevato quando il neutrone libero è assorbito dallo ione 35Cl− presente nel cloruro di sodio deliberatamente dissolto nell'acqua pesante, causando l'emissione di caratteristici raggi gamma di cattura. Quindi, in questo esperimento, l'acqua pesante non solo fornisce il mezzo trasparente necessario per produrre e rendere evidente la radiazione Čerenkov, ma inoltre fornisce deuterio per rivelare i neutrini esotici μ e τ, così come un mezzo moderatore non assorbente per impedire che i neutroni liberi vadano incontro a questa reazione, fino a quando essi possono essere assorbiti da un isotopo attivato facilmente rilevato.

### Test del tasso metabolico in fisiologia/biologia
L'acqua pesante viene impiegata come parte di una miscela con H218O per un test comune e sicuro del tasso metabolico medio negli esseri umani e negli animali che eseguono le loro normali attività. Questo test metabolico viene normalmente denominato "test dell'acqua doppiamente marcata".

### Produzione di trizio
Il trizio è la sostanza attiva utilizzata nell'illuminazione al trizio e nella fusione nucleare controllata, altri suoi utilizzi includono l'autoradiografia e l'uso come tracciante radioattivo. Viene utilizzato anche per la produzione di armi nucleari intensificate e iniziatori di neutroni. Una certa quantità di trizio viene creata nei reattori ad acqua pesante quando il deuterio cattura un neutrone. Questa reazione possiede una piccola sezione d'urto (l'area immaginaria di cattura dei neutroni attorno al nucleo) e produce solamente piccole quantità di trizio, sebbene abbastanza da giustificare la pulizia periodica del moderatore per ridurre il rischio ambientale da fuga di trizio.
La produzione di grandi quantità di trizio in questo modo richiederebbe reattori con fluenza di neutroni molto elevata, o con un rapporto molto elevato tra acqua pesante e combustibile nucleare e un assorbimento di neutroni molto basso da parte di altro materiale del reattore. Successivamente si dovrebbe recuperare il trizio tramite separazione isotopica da una quantità maggiore di deuterio, diversamente dalla produzione a partire da litio-6 (il metodo attuale), dove è necessaria solamente la separazione chimica.
La sezione d'urto del deuterio per neutroni termici è 0,52 millibarn, mentre per l'ossigeno-16 è 0,19 millibarn e per l'ossigeno-17 0,24 barn. 17O costituisce lo 0,038% dell'ossigeno naturale, producendo la sezione d'urto totale di 0,28 millibarn. Quindi nel D2O con ossigeno naturale, il 21% della cattura dei neutroni avviene sull'ossigeno, aumentando all'aumentare della quantità di 17O prodotto in seguito alla cattura di neutroni da parte di 16O. Inoltre, 17O emette una particella α con la cattura, producendo carbonio-14 radioattivo.

## Tossicità
Esperimenti condotti su topi, ratti e cani hanno mostrato che una deplezione del contenuto fisiologico di acqua leggera con un grado di deuterazione del 25%, dovuto all'assunzione di acqua pesante, provoca sterilità anche irreversibile a causa dell'impossibilità dei gameti e degli zigoti di svilupparsi. Alte concentrazioni di acqua pesante (90%) uccidono rapidamente pesci, girini, platelminti e drosofile. Somministrando acqua pesante a mammiferi come i ratti per più giorni, questi muoiono dopo una settimana in seguito alla deuterazione del 50% circa del loro contenuto in acqua. La causa della morte sembra essere dovuta ad avvelenamento citotossico.
Sugli esseri umani gli effetti tossici potrebbero manifestarsi in seguito ad assunzione prolungata di acqua pesante, richiedendone una elevata quantità ai fini della deuterazione dell'acqua presente nell'organismo. In particolare, tenendo conto della quantità media di acqua normale di cui è composto l'organismo e della sostituzione del normale introito medio di acqua leggera con un medesimo quantitativo di acqua pesante, dopo almeno 5 giorni si raggiungerebbe il 25% di deuterazione e dopo circa 11 giorni si raggiungerebbe il 50% con manifestazioni di malessere di una certa entità e rischio di morte nell'arco di 2 settimane di assunzione continua. Un ipotetico avvelenamento si potrebbe contrastare somministrando endovena una soluzione fisiologica in modo da rimpiazzare l'acqua pesante con acqua normale (un diuretico sarebbe di ulteriore aiuto).

## Cultura di massa
- Nei fumetti DC Jay Garrick, il primo Flash, ottiene i poteri grazie ad un esperimento sull'acqua pesante.
- La battaglia per la bomba atomica (Kampen om tungtvannet), film del 1948, regia di Jean Dréville e Titus Vibe-Muller. La storia del piano di Hitler di creare la bomba atomica in Germania durante la Seconda Guerra Mondiale e il sabotaggio dell'acqua pesante a Rjukan, in Norvegia, da parte della resistenza. Diversi i protagonisti: lo scienziato tedesco Werner Karl Heisenberg, il direttore generale della Norsk Hydro, Henriksen, il professore di fisica Leif Tronstad e i soldati norvegesi e inglesi nella missione di sabotaggio dell'impianto di acqua.
- Gli eroi di Telemark film del 1965, diretto da Anthony Mann.
- I delitti del BarLume, serie televisiva del 2013, diretta da Eugenio Cappuccio.
- Nella campagna "Nordlys" del videogioco Battlefield V, impersoni una partigiana norvegese incaricata di distruggere una fabbrica di acqua pesante.